# Walburg van den Kerckhoven
Walburg van den Kerckhoven  (in Engeland: Werburge Kirkoven) was een dochter uit het eerste huwelijk van de Nederlandse diplomaat Johan Polyander van Kerckhoven, heer van Heenvliet (in Engeland:  John Kirkoven, Lord of Hemfleet). Uit zijn eerste huwelijk (Amsterdam, 1620), met Anna van Wesick (incorrect ook: Van Veseke, 1598 - 1640), had Heenvliet drie dochters: Anna (1620 - 27 maart 1697), Walburg (1626 - 1686) en Willemine (1629 - 1645).

## Huwelijk
Walburg van den Kerckhoven trouwde in 1649 met ritmeester Thomas Howard (gedoopt 8 juli 1621 te Saffron Walden, Essex, Engeland - overleden en begraven vóór 10 juni 1682). Deze was de tweede zoon van Theophilus Howard, 2de earl of Suffolk en 2de lord Howard of Walden (13 augustus 1584 - 3 juni 1640).
Thomas Howard maakte in 1650 deel uit van het Hof van de stadhouder Willem II van Oranje en zijn gemalin, prinses Mary.

## Kinderen
- Zij kregen een zoon (en erfgenaam), James Howard (overleden en begraven op 6 juli 1669). Deze huwde met lady Charlotte Jemima Henrietta Maria Fitzroy (1650 - 28 juli 1684), die genaturaliseerd werd in 1675. Zij was een onwettige dochter van koning Karel II van Engeland, bij een van zijn vele maîtresses, namelijk  Elizabeth Boyle, de vrouw van Francis Boyle (1ste Viscount Shannon), en tweede dochter van Robert Killigrew (vice-kamerheer bij koningin Henrietta Maria (Parijs, 25 november 1609 – Colombes, 10 september 1669), koningin van Engeland, Schotland en Ierland (13 juni 1625 - 30 januari 1649) door haar huwelijk met Karel I van Engeland).

- Zij kregen een dochter Stuarta Werburge Howard (overleden op 28 mei 1706), hofdame bij koningin Maria II van Engeland, gemalin van stadhouder-koning Willem III van Oranje. Zij had een  relatie met een Nederlandse aristocraat en favoriet van stadhouder-koning Willem III, de generaal en diplomaat Hans Willem Bentinck (1649 – 1709), 1e graaf van Portland. Deze was tweemaal getrouwd, eerst (op 1 februari 1678) met Anne (Frances) Villiers, die overleed op 30 november 1688, en veel later met Jane Martha Temple, lady Berkeley (12 mei 1700). Bentinck is een van de voorvaderen van de huidige Britse koningin Elizabeth II.

Lady Charlotte hertrouwde op 17 juli 1672 als eerste echtgenote van William Paston, 2de earl of Yarmouth (overleden op 28 juli 1684).

## Drie generaties vorstinnen uit hetHuis Stuart

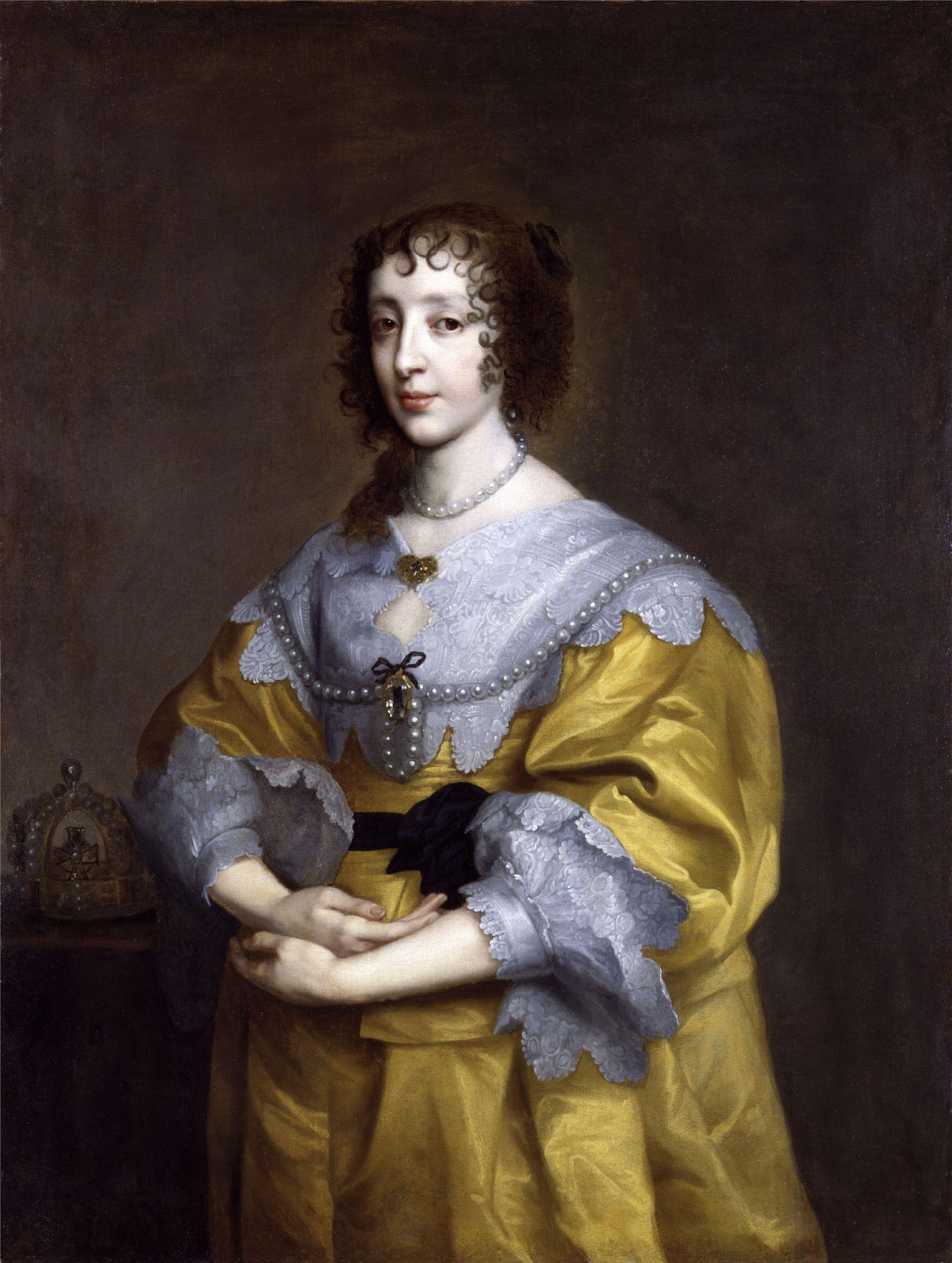
Portret van koningin Henriëtta Maria van Frankrijk (1609–1669), gemalin van koning Karel I van Engeland, in 1632/35. Schilderij door Anthony van Dyck (1599–1641).
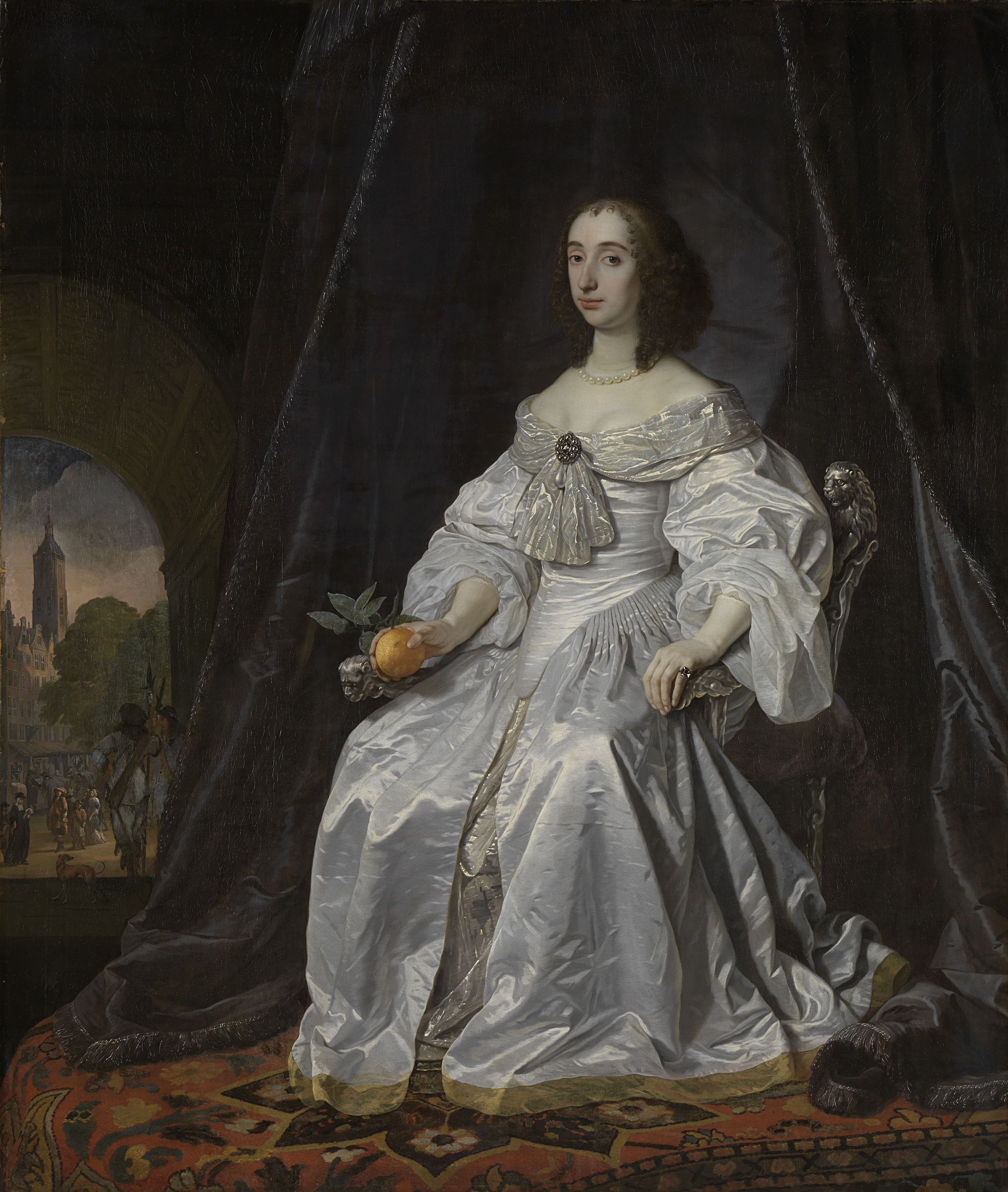
Portret  van prinses Maria Henriëtte Stuart (1631–1660), weduwe van stadhouder Willem II van Oranje, in 1652. Schilderij door Bartholomeus van der Helst (1613–1670) en Johannes Lingelbach (1622–1674).
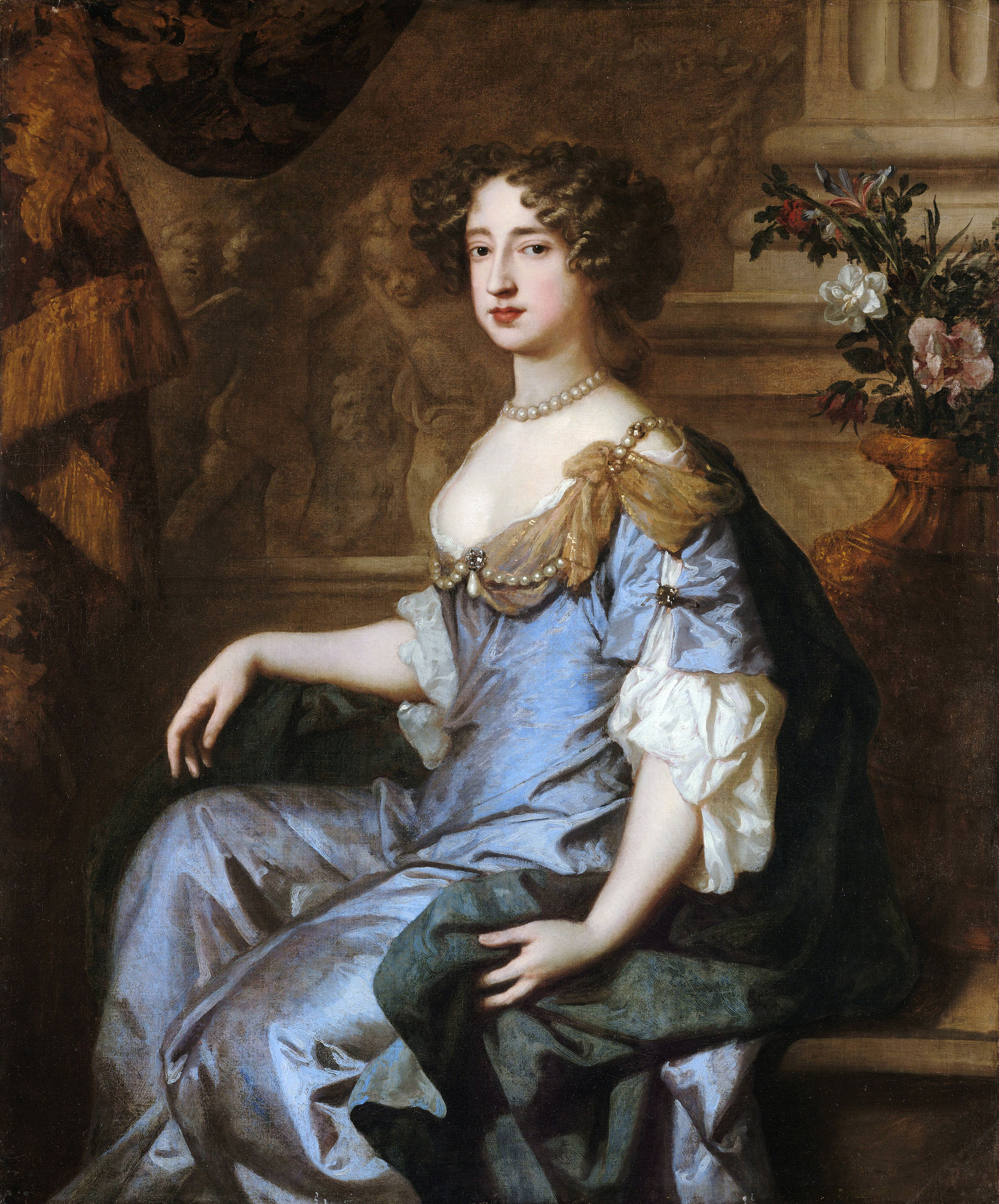
Portret van koningin Maria II Stuart (1662–1694), gemalin van stadhouder-koning Willem III van Oranje. Schilderij door Peter Lely (1618–1680).